# Мескитик (муниципалитет)
Мескитик (исп. Mezquitic) — муниципалитет в Мексике, в штате Халиско, с административным центром в одноимённом городе. Численность населения, по данным переписи 2020 года, составила 22 083 человека.

## Общие сведения
Название Mezquitic с языка науатль можно перевести как: в зарослях мескитля.
Площадь муниципалитета равна 3363,6 км², что составляет 4,3 % от общей площади штата, а наиболее высоко расположенное поселение Асеррадеро находится на высоте 2811 метров.
Мескитик граничит с другими муниципалитетом штата Халиско: на севере Уэхикилья-эль-Альто, на юге с Боланьосом, на юго-востоке с Вилья-Герреро, а также граничит с другими штатами Мексики: на востоке с Сакатекасом и на западе с Наяритом.

## Учреждение и состав
Муниципалитет был образован 5 мая 1880 года, по данным 2020 года в его состав входит 501 населённый пункт, самые крупные из которых:
| Код INEGI                  | Населённый пункт                                                                                 | Численность населения (2005 год) | Численность населения (2010 год) | Численность населения (2020 год) |
| -------------------------- | ------------------------------------------------------------------------------------------------ | -------------------------------- | -------------------------------- | -------------------------------- |
| 061                        | Всего                                                                                            | 15674                            | 18084                            | 22083                            |
| 0001                       | Мескитик (исп. Mezquitic) 22°23′24″ с. ш. 103°43′41″ з. д. (административный центр)              | 2187                             | 2298                             | 2639                             |
| 0190                       | Сан-Андрес-Коамьята (исп. San Andrés Cohamiata) 22°11′21″ с. ш. 104°14′33″ з. д.                 | 806                              | 1317                             | 1676                             |
| 0201                       | Сан-Себастьян-Тепонауастлан (исп. San Sebastián Teponahuaxtlán) 22°04′53″ с. ш. 104°03′45″ з. д. | 318                              | 332                              | 963                              |
| 0325                       | Сан-Мигель-Уаистита (исп. San Miguel Huaixtita) 22°04′14″ с. ш. 104°19′18″ з. д.                 | 491                              | 539                              | 603                              |
| 0140                       | Нуэва-Колония (исп. Nueva Colonia) 22°18′42″ с. ш. 104°01′34″ з. д.                              | 319                              | 297                              | 555                              |
| 0331                       | Эль-Чалате (исп. El Chalate) 22°08′06″ с. ш. 104°16′49″ з. д.                                    | 277                              | 284                              | 533                              |
| 0455                       | Ла-Лагуна (исп. La Laguna) 22°15′14″ с. ш. 104°12′28″ з. д.                                      | 77                               | 232                              | 523                              |
| 0618                       | Эль-Попоте (исп. El Popote (Tierra Amarilla)) 21°54′33″ с. ш. 104°10′26″ з. д.                   | 44                               | 288                              | 510                              |
| —                          | Прочие                                                                                           | 11155                            | 12497                            | 14081                            |
| Названия на карте Генштаба |                                                                                                  |                                  |                                  |                                  |

## Экономическая деятельность
По статистическим данным 2000 года, работоспособное население занято по секторам экономики в следующих пропорциях:
- сельское хозяйство, животноводство и рыбная ловля — 25,8 %;
- промышленность и строительство — 47,7 %;
- торговля, сферы услуг и туризма — 23,8 %;
- безработные — 2,7 %.

## Инфраструктура
По статистическим данным 2020 года, инфраструктура развита следующим образом:
- электрификация: 70,3 %;
- водоснабжение: 25,6 %;
- водоотведение: 40,4 %.